# Missions pédagogiques
Misiones Pedagógicas
Les Missions pédagogiques (en espagnol et officiellement : Misiones Pedagógicas) sont une réalisation éducative et culturelle créée par le gouvernement de la République Espagnole en 1931 à travers le ministère de l'Instruction publique et des Beaux-Arts républicain. 
Influencé par les principes de l'Institution libre d'enseignement, ce projet d'éducation populaire est censuré à la fin de la guerre d'Espagne avec l'arrivée au pouvoir du dictateur Franco en 1939.

## Historique
Organisées par l'universitaire Manuel Bartolomé Cossío, nommé président du Patronato de las Misiones Pedagógicas (patronage des Missions pédagogiques, décret du 29 mai 1931), le projet réunit plus de cinq cents volontaires : instituteurs, professeurs, artistes, jeunes étudiants et intellectuels, célèbres ou anonymes. L'objectif est de donner accès à la culture et l'art au plus près de tous les villages espagnols, notamment dans les zones périphériques et rurales.
Entre 1931 et 1936, le travail de ces missions républicaines touche près de 7000 villages dans toute l'Espagne, à travers 196 circuits de Misiones Pedagógicas, notamment dans 5522 bibliothèques (600.000 livres). 
Les exemples les plus connus de ce projet sont Le Coro del Pueblo, le Museo del pueblo (Musée du Peuple, itinérant, dans 179 localités) le Teatro del Pueblo (Théâtre du Peuple, 286 représentations), et la troupe de La Barraca', théâtre itinérant de Federico García Lorca.
La dictature franquiste, au pouvoir en 1939, interdit le projet et qualifie l'Institution libre d'enseignement d'«Apostolado del Diablo» ("Apostat du Diable").

## Créateurs et participants volontaires notables
- Domingo Barnés Salinas (vice-président), homme politique,
- Francisco Barnés Salinas, homme politique;
- Manuel Bartolomé Cossío, universitaire;

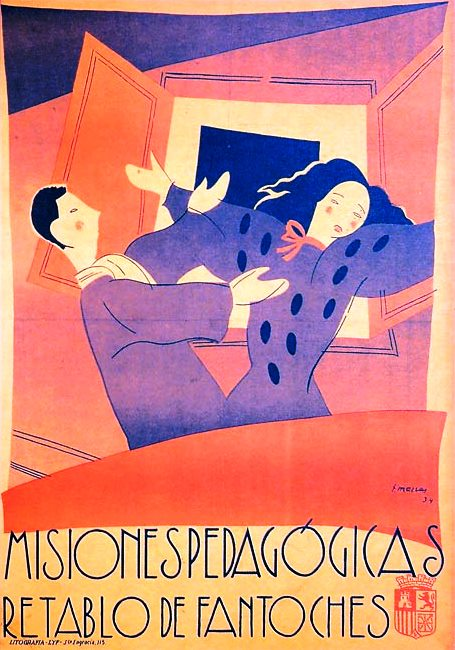
Affiche de Retable de fantoches, Cándido Fernández Mazas.

- Luis Bello, journaliste;
- Alejandro Casona, dramaturge;
- Luis Cernuda, poète;
- Carmen Conde, poétesse;
- Óscar Esplá, compositeur;
- Ramón Gaya, peintre;
- Rodolfo Llopis, homme politique;
- Antonio Machado, écrivain
- María Moliner, bibliothécaire
- Maruja Mallo, peintre
- Antonio Oliver, poète;
- Pedro Salinas, écrivain;
- María Zambrano, philosophe.Affiche de Retable de fantoches, Cándido Fernández Mazas.